# منتخب مالطا لكأس ديفيز
منتخب مالطا لكأس ديفيز (بالإنجليزية: Malta Davis Cup team)‏ هو ممثل مالطا الرسمي في كرة المضرب في كأس ديفيز.